# Полиция порядка в нацистской Германии
Полиция порядка (нем. Ordnungspolizei, OrPo, иногда Orpo) объединяла полицейские силы нацистской Германии. Организационно существовала как Главное управление полиции порядка, подчиненное Главному оперативному управлению СС (нем. SS-Führungshauptamt) и лично рейхсфюреру СС и шефу германской полиции.

## Полиция национал-социалистической Германии
Национал-социалистическая германская полиция была разделена на две службы: полицию порядка (нем. Ordnungspolizei, сокр. OrPo) и полицию безопасности (нем. Sicherheitspolizei, сокр. SiPo).
Униформированная полиция порядка была учреждена распоряжением Гиммлера от 26 июня 1936 года и существовала до 1945 года. Начальником был назначен генерал полиции Курт Далюге. Этим распоряжением по указу Гиммлера все старшие офицеры полиции порядка (ОРПО), начиная со звания подполковника, получили дополнительные аналогичные звания СС.
Неуниформированная полиция безопасности (ЗИПО) была учреждена тем же распоряжением и составлена из уголовной полиции (нем. Kriminalpolizei, сокр. Kripo) и гестапо, которые были ответственны за преследование преступников, совершивших тяжкие и, особенно, политические преступления.
Объединению полиции безопасности и полиции порядка под началом партийной организации СС и СД оказывалось противодействие со стороны государственных структур (министерств внутренних дел и юстиции, региональных управлений полиции).
В итоге 27 сентября 1939 года было создано Главное управление имперской безопасности (РСХА) в результате объединения Главного управления полиции безопасности (нем. Hauptamt Sicherheitspolizei) и службы безопасности (СД).
Главное управление полиции порядка не вошло в РСХА как подразделение. Однако, путём связи государственного полицейского руководства с партийной организацией СС был обеспечен полный контроль НСДАП над всеми органами безопасности нацистской Германии.

## Руководители Главного управления полиции порядка (должность именовалась «шеф полиции порядка»)
С 26 июня 1936 года по 31 августа 1943 года Главное управление полиции порядка возглавлял оберстгруппенфюрер СС Курт Далюге, с 1 сентября 1943 года по 8 мая 1945 года — обергруппенфюрер СС Альфред Вюнненберг. В мае 1945 года, после того как А. Гитлер лишил Г. Гиммлера постов рейхсфюрера СС и шефа германской полиции, на последнюю должность был назначен Вюнненберг.

## Задачи полиции порядка

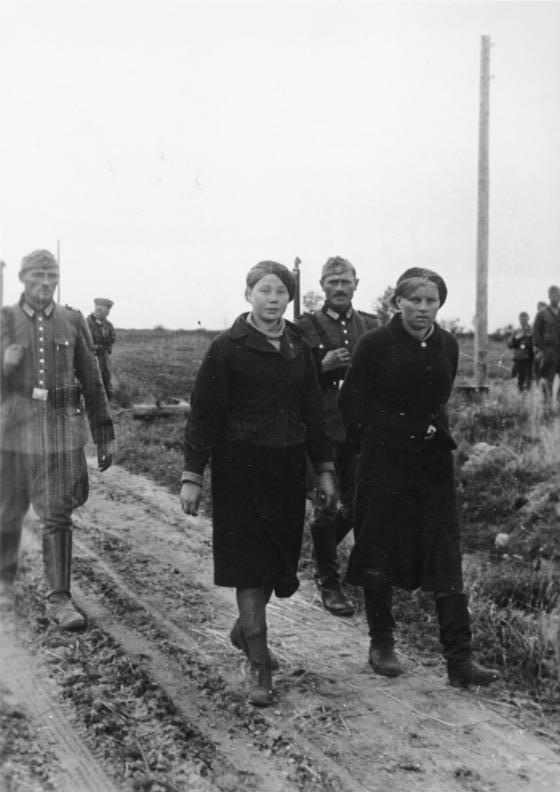
Орднунг-полицейские конвоируют арестованных советских гражданских, снимок сентября 1942 года из Бундесархива

### Общие полицейские задачи
Подобно обычной полиции, непосредственной задачей полиции порядка было обеспечение общественной безопасности и порядка.
Охранная полиция (нем. Schutzpolizei) несла ответственность за безопасность в городах, жандармерия — за безопасность в сельской местности, специальные подразделения дорожной жандармерии наблюдали за транспортом на автобанах и за скоростными улицами между населёнными пунктами.
Расследованием преступлений полиция порядка занималась лишь в ограниченной степени. Ею расследовались только мелкие преступления (такие как простые кражи и проступки). За тяжкие и особенно политические преступления отвечали крипо и гестапо, а также СД, общее руководство которыми было сосредоточено в главном управлении безопасности Рейха.

### Особые задачи и характер полиции при диктатуре
Наряду с общими задачами всякой полицейской деятельности при национал-социалистической диктатуре полиция стала выполнять функции, которые соответствовали её политической роли как инструмента государственных репрессий.

### Участие во Второй мировой войне

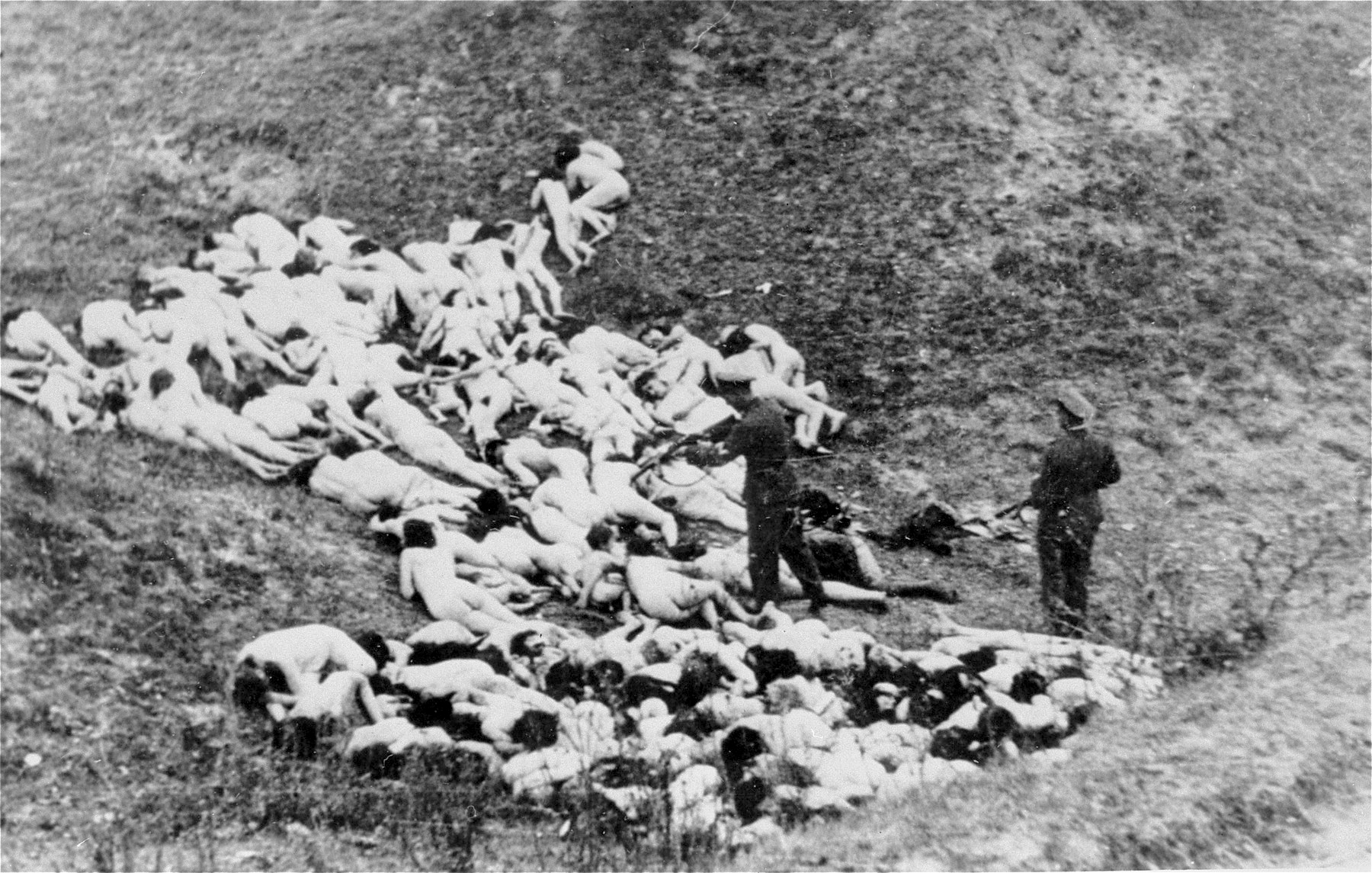
Немецкий полицейский добивает женщин после массовой казни в гетто Мизоче, 14 октября 1942 г.

Ряд частей полиции порядка принимал участие в военных операциях Второй мировой войны. Уже перед началом войны германские полицейские силы участвовали в оккупации Австрии и Судетской области, а также в устройстве «протекторатов» на территории Чехословакии. Полицейские принимали участие также в нападении на Польшу, исполняя приговоры в отношении польских националистов. Силы полиции порядка были также задействованы в высылке в советскую тогда часть Польши евреев.
Устрашающую степень вовлечённости германских полицейских частей в военные преступления последующего периода войны прояснили новые исследования. Особо нужно отметить так называемую колониальную полицию, главной задачей которой было противостояние партизанам. Высшей точкой преступных полицейских акций было систематическое привлечение сил полиции порядка к акциям массового уничтожения (главным образом к расстрелам) евреев и других жертв нацизма в период с 1941 по 1944 годы в Польше, Прибалтике и Белоруссии. Речь идёт, по оценке автора книг и бывшего сенатора юстиции Гамбурга Вольфганга Куриллы, о самой мрачной главе истории германской полиции, в которой активно участвовали более 20 тысяч служащих полиции. Около миллиона человек (в основном евреев) было убито при прямом содействии орднунг-полицейских.

## Организация полиции порядка

### Управление полиции

#### Деление главной службы СС OrPo

Флаг охранной полиции Ольденбурга (введён в 1933 году)

- Служба командования полиции порядка
  - Шеф полиции порядка
  - Главное бюро
  - Юрист при шефе OrPo
- Служба управления и права
  - Начальник службы и 3 группы
- Служба команд
  - Начальник службы
  - Команда служебных групп I
  - Команда служебных групп II
  - Команда служебных групп III
    - Санитарная служба
    - Колониальная полиция
    - Служба техпомощи
    - Пожарная полиция (1939)
- Генеральная инспекция охранной полиции
- Генеральная инспекция жандармерии

##### Подчинённые службы
| Уровень                         | Охранная полиция                                                                           | Жандармерия                                                                                      | Управляющая полиция            |
| ------------------------------- | ------------------------------------------------------------------------------------------ | ------------------------------------------------------------------------------------------------ | ------------------------------ |
| Высший уровень                  | Верховный руководитель СС и полиции                                                        | Верховный руководитель СС и полиции                                                              | Высшие полицейские начальники  |
| Средний уровень                 | Инспекторы полиции порядка (Inspekteure der Ordnungspolizei)                               | Инспекторы полиции порядка (Inspekteure der Ordnungspolizei)                                     | Средние полицейские начальники |
| региональный уровень управления | Штабные офицеры охранной полиции (Stabsoffiziere der Schutzpolizei)                        | Штабные офицеры жандармерии (Stabsoffiziere der Gendarmerie)                                     |                                |
| Окружной уровень                | Командиры охранной полиции в районах (Kommandeure der Schutzpolizei in Polizeiabschnitten) | Командиры жандармерии в жандармских округах (Kommandeure der Gendarmerie in Gendarmerie-Kreisen) | Начальники окружной полиции    |
| Местный уровень                 | Полицейские участки (Polizeireviere)                                                       | Отделы жандармерии с подчинёнными постами (Gendarmerie-Abteilungen mit nachgeordneten Posten)    | Местные полицейские            |

### Организационные структуры полиции
В 1941 году полиция порядка была реорганизована дальше и охватывала в конце войны следующие службы:

#### Охранная полиция
Охранная полиция (нем. Schutzpolizei) выполняла обычные полицейские задачи в городах и больших населённых пунктах. Различалась охранная полиция Рейха (города), охранная полиция общин (большие общины) и полиция в казармах (малые общины).

#### Жандармерия
Жандармерия исполняла полицейские функции в малых населённых пунктах. Кроме того, она отвечала за задачи дорожной полиции (дорожная жандармерия) и за охрану границ, вместе с таможенными функциями.

#### Управляющая полиция
Управляющая полиция (нем. Verwaltungspolizei) отвечала за управление полицией порядка и имела полные полномочия для всех служб OrPo. Также она была управляющим центром всех служб, которые занимались обеспечением общественной безопасности и порядка (например полиция здоровья, трудовая полиция, строительная полиция) и центральным архивом документации.

#### Транспортная полиция
Транспортная полиция (нем. Verkehrspolizei) был призвана, наряду с транспортной жандармерией, наблюдать за дорожным движением. В отличие от транспортной жандармерии она выполняла свои задачи главным образом на автобанах и, кроме того, занималась расследованием крупных транспортных аварий. Она также отвечала за выполнение дипломатического протокола во время государственных визитов и, вместе с частями СС, за сопровождение членов руководства государства.

#### Водная полиция
Водная полиция (нем. Wasserschutzpolizei) выполняла, наряду с обычными задачами водной полиции во внутренних водоёмах и портах, также задачи береговой охраны в открытом море и была частично оснащена военным вооружением. В портах ей были подчинены «войска безопасности портов СС» общих СС.

#### Полиция охраны железных дорог
Полиция охраны железных дорог (нем. Bahnschutzpolizei) формировалась предпочтительно из офицеров запаса служащих Reichsbahn, которых направляли в полицию порядка. Полиция охраны железных дорог была частично оснащена военным вооружением и должна была, в первую очередь, пресекать случаи саботажа на железных дорогах. Её дополнительной обязанностью было выполнение задач обычной железнодорожной полиции.

#### Пожарная полиция
В 1938 году все местные пожарные команды были переведены в полицию порядка. В ходе Второй мировой войны в пожарной полиции (нем. Feuerschutzpolizei) было занято до двух миллионов пожарных, в том числе добровольцев.

#### Полиция воздушной защиты
Воздушная полиция (нем. Luftschutzpolizei) была образованием гражданской обороны, подчинённым полиции с июля 1942 года. Она пришла на смену вспомогательной службы безопасности, подчинённой до тех пор министерству воздушных перевозок Рейха. Реорганизация была связана с тактическим руководством пожарными частями во время бомбардировок Германии, при котором казалось разумным подчинение различных полицейских формирований. В воздушной полиции были различные подразделения, из которых важнейшими были службы тушения пожаров и обеззараживания, служба восстановления и служба противовоздушной санитарии. Ядро этих частей составляли служащие пожарной полиции, добровольные пожарные, служащие службы технической помощи и германского Красного креста, в то время как большинство персонала составляли службообязанные мужчины, женщины, подростки и иностранцы.

#### Техническая помощь

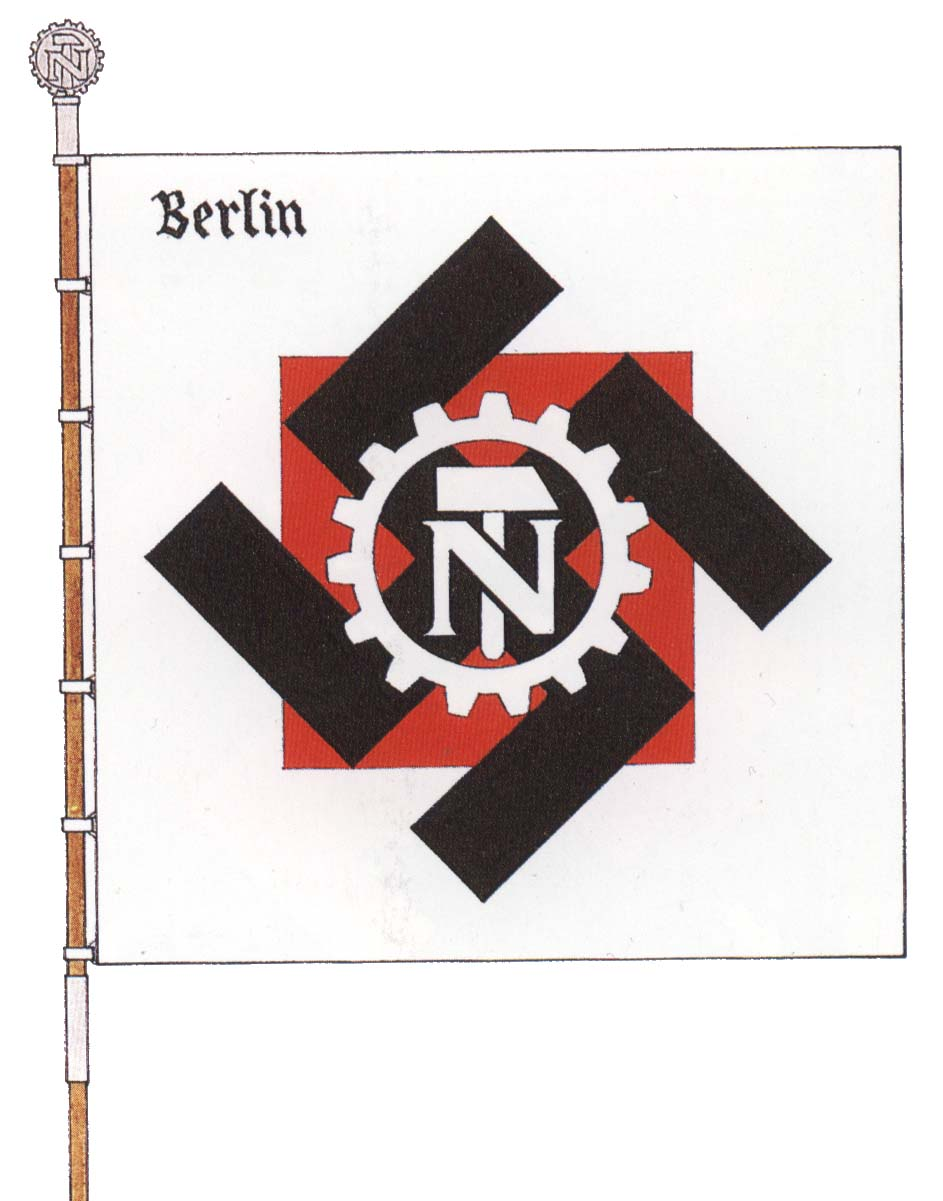
Флаг технической помощи (берлинская группа)

Техническая помощь (нем. Technische Nothilfe, TeNo, TN) была основана в 1919 году и вначале использовалась главным образом при  стихийных забастовках для обеспечения работоспособности признанных жизненно важными предприятий. Позднее, после прихода к власти нацистов, задачи организации как части вспомогательной службы безопасности и воздушной полиции распространялись на защиту от катастроф, а также на противовоздушную оборону. В 1943 году в составе TN было около 100 тысяч членов. С 1938 года частям TN были переданы также особые технические задачи по обслуживанию вермахта.

#### Колониальная полиция
Перед началом ПМВ Германская империя имела три зарубежные колонии — Юго-Западную Африку, Камерун и Цзяо-Чжоу (см. Осада Циндао). После войны победители лишили Германию всех её концессий и колоний. Однако в 1936 году полиция трёх немецких городов получила приказ восстановить традиции имперской колониальной полиции (Kolonialpolizei). В Бремене предполагалось разместить управление по Юго-Западной Африке, в Киле — по Камеруну, а в Гамбурге — по Циндао. Когда в 1941 году вермахт вторгся в Северную Африку, Гиммлер приказал создать Колониальную полицию для работы в будущих немецких колониях. После капитуляции Африканского корпуса в 1943 году была распущена.

#### Радиозащита
Радиозащита была сформирована из членов СС и полиции порядка. Была ответственна за безопасность радиостанций от саботажа и за оборону военных радиостанций от партизанских нападений. Впоследствии вела дознания о радиопреступлениях (например, запрещённое прослушивание иностранных радиостанций).

#### Полиция защиты заводов (Индустриальная полиция)
В задачи полиции защиты заводов (нем. Werkschutzpolizei, Werkschutz) входила защита промышленных предприятий от саботажа и воровства. Кроме того, она охраняла объекты важных с военной точки зрения установок. Личный состав был из гражданских (в основном работников предприятий), подчинявшихся полиции и носивших форму общих СС, однако со знаками различия не СС, а полиции порядка.
Имеются сведения о переформировании в «Werkschutz» 1 сентября 1939 года легиона украинских националистов, известного как «Легион Сушко», «Военные отряды националистов» (нем. Bergbauernhilfe), первоначально предназначенного для ведения диверсионно-разведывательной деятельности в тылу польской армии в первые дни нападения Германии на Польшу.

## Служебные звания в полиции порядка
Звания и знаки отличия были похожи на военные. Отличия заключались в цвете кантов и выпушек униформы и погон (жандармерия — оранжевый, охранная полиция общин — винно-красный, охранная полиция Рейха — зелёный, водная полиция — песочный, пожарная полиция — карминово-красный, генералы полиции — зелёный). Полиция воздушной защиты, полиция защиты дорог, почтовая защита и техническая помощь имели сильно отличающуюся систему званий и знаков отличия.

### Знаки отличия охранной полиции Рейха, общин, водной полиции, пожарной полиции и жандармерии (состояние: 10 апреля 1941 года)

#### Погоны рядового состава и унтер-офицеров
1. Полицай-унтервахмистр
2. Роттен-вахмистр
3. Полицай-вахмистр
4. Полицай-обервахмистр и юнкер (кандидат в офицеры)
5. (районный) обервахмистр и взводный обервахмистр
6. Полицай-гауптвахмистр и обер-юнкер
7. Полицай-мейстер

На иллюстрации не показано звание кандидат. Он обозначался погоном цвета обмундирования без углового узора на внешнем плоском шнуре. После шести месяцев службы в нижней части левого рукава добавлялась звезда (аналог войскового звания обершютце и т. д. или званию СС СС-манн).
Также не показанные знаки отличия звания унтерфюрера полицай-(жандарм-)обермайстер, шутцполицай- (жандарм-)инспектор и шутцполицай- (жандарм-)оберинспектор носились как нарукавные нашивки. Полицай-майстер с одной или двумя серебряными звёздами; оберинспектор с двумя золотыми звёздами, как было предписано для офицеров. Введённое предположительно в июле 1936 года, с декабря 1939 года звание оберинспектор больше не использовалось.
Ведущий дела гауптвахмистр в закрытых полицейских формированиях (например учебные батальоны, полицейские сотни) носил с 1939 года на обоих рукавах по два «поршневых кольца» из серебряного унтер-офицерского галуна, подобно гауптфельдфебелю в вермахте. В 1940 году это звание было заменено на гауптвахмистр-завхоз.

#### Погоны офицеров
Согласно циркуляру рейхсминистра внутренних дел от 30 декабря 1939 года в охранной полиции Рейха, полиции общин, а также в жандармерии звания обермейстер и инспектор приравнивались к лейтенант и обер-лейтенант, с заменой погон и обращения («лейтенант», «обер-лейтенант»); одновременно был принят серебряный офицерский фуражечный шнур для полицай- (жандарм-) мейстеров. Шутцполицай-(жандарм-) инспекторы имели право после минимум пяти лет службы в этом звании, но не ранее своего 50-летия, использовать униформу и обращение капитана.
Обермейстеры и инспекторы были выше по рангу, чем более молодые по возрасту офицеры равных званий. После минимум пяти лет службы, но не ранее достижения 50-летнего возраста инспекторам (участковые обер-лейтенанты) разрешалось носить униформу капитана; обращались к ним также — «капитан». Служебные обязанности и жалованье обермейстеров и инспекторов оставались однако прежними. Распоряжением от 4 июля 1940 года названия этих званий были изменены в последний раз, на «участковый лейтенант» (жандармерия: «районный лейтенант»), «участковый (районный) обер-лейтенант» и «участковый (районный) капитан». Одновременно серебряные звёзды руководителей нижнего звена были заменены золотыми офицерскими.
Участковые и районные офицеры приравнивались к офицерам вермахта.

#### Генеральские погоны
Генералы и генерал-полковники были только в охранной полиции Рейха и пожарной полиции. Должность шеф германской полиции существовала в министерстве внутренних дел Рейха.

#### Петлицы
Из-за совмещения званий рейхсфюрера СС и шефа германской полиции отдельных петлиц для шефа германской полиции не было введено.

#### Знаки отличия генералов и офицеров охранной полиции
| погоны  |                   |                          |                   |               |           |              |       |         |                |           |
| петлицы |                   |                          |                   |               |           |              |       |         |                |           |
| звания  | Генерал-полковник | Генерал охранной полиции | Генерал-лейтенант | Генерал-майор | Полковник | Подполковник | Майор | Капитан | Обер-лейтенант | Лейтенант |

### Уравнение званий полиции и СС
В связи с намерением слить полицию и СС полицейские должны были усиленно поощряться к добровольному вступлению в СС. Вступившие в СС служащие получали в ходе так называемого уравнения званий наряду с полицейским соответствующее звание СС. Соответствия званий менялись много раз, из-за изменения системы званий в полиции, особенно в отношении звания вахмистр. В апреле 1941 года, например, звание полицейского вахмистра было переведено из рядового состава в младший командный.
| Звание полиции безопасности                                                    | Звание полиции порядка (управление)                                                           | Звание полиции порядка (обычная)                                                                                        | Звание СС             |
| ------------------------------------------------------------------------------ | --------------------------------------------------------------------------------------------- | --- | --------------------- |
| Рядовые (рядовой состав)                                                       |                                                                                               | |                       |
| Кандидат в ассистенты криминалиста в службе подготовки                         | —                                                                                             | кандидат | Кандидат СС           |
| —                                                                              | —                                                                                             | Кандидат (после шестимесячного срока службы)                                                                            | СС-манн               |
| —                                                                              | —                                                                                             | Унтервахмистр | СС-штурманн           |
| —                                                                              | —                                                                                             | Роттвахмистр | СС-роттенфюрер        |
| Унтер-офицеры (младший командный состав)                                       |                                                                                               | |                       |
| Кандидат в ассистенты криминалиста                                             | Ассистент Курьер-мейстер Хаусмейстер                                                          | Вахмистр | Унтершарфюрер СС      |
| И. о. ассистента криминалиста                                                  | И. о. ассистента полицейского                                                                 | Обервахмистр | Шарфюрер СС           |
| Ассистент криминалиста                                                         | Ассистент полицейского Тюремный обервахмистр                                                  | Участковый обервахмистр (охранная полиция) Районный обервахмистр (жандармерия) Цугвахмистр (закрытые полицейские части) | Обершарфюрер СС       |
| Оберассистент криминалиста                                                     | Тюремный гауптвахмистр                                                                        | Гауптвахмистр | Гауптшарфюрер СС      |
| [Секретарь уголовной полиции]                                                  | [Полицейский секретарь]                                                                       | Мейстер | Штурмшарфюрер СС      |
| Офицеры (командный состав)                                                     |                                                                                               | |                       |
| Секретарь уголовной полиции Помощник комиссара Комиссар на испытательном сроке | Полицейский секретарь Секретарь канцелярии Технический оберсекретарь И. о. инспектора полиции | Участковый лейтенант Лейтенант полиции                                                                                  | Унтерштурмфюрер СС    |
| Оберсекретарь уголовной полиции Уголовный инспектор И. о. комиссара            | Оберсекретарь полиции Инспектор полиции (также с надбавкой) Асессор Министерский регистратор  | Участковый обер-лейтенант Обер-лейтенант полиции                                                                        | Оберштурмфюрер СС     |
| Комиссар уголовной полиции И. о. советника по уголовным делам                  | Полицейский оберинспектор И. о. советника полиции И. о. амтманна Регирунгсасессор             | Участковый капитан Капитан полиции                                                                                      | Гауптштурмфюрер СС    |
| Криминалрат Директор уголовной полиции Регирунгс- и криминалрат                | Полицайрат Амтманн Советник службы Советник правительства                                     | Майор полиции | Штурмбаннфюрер СС     |
| Оберрегирунгс- и криминалрат                                                   | Старший советник правительства                                                                | Полковник-лейтенант полиции                                                                                             | Оберштурмбаннфюрер СС |
| Регирунгс- и криминалдиректор Рейхскриминалдиректор                            | Регирунгсдиректор Министериалрат                                                              | Полковник полиции | Штандартенфюрер СС    |
| Генералы (высшее командование полиции и СС)                                    |                                                                                               | |                       |
| ???                                                                            | Министериалдиригент                                                                           | Генерал-майор полиции и бригадефюрер СС                                                                                 | Бригадефюрер СС       |
| ???                                                                            | Министериалдиректор                                                                           | Генерал-лейтенант полиции и группенфюрер СС                                                                             | Группенфюрер СС       |

1. В особенности полицейские офицеры при новом назначении должны были отработать три года на внештатной должности, прежде чем их окончательно утверждали в должности и переводили на следующую ступень в оплате (при сохранении прежнего звания). До тех пор к обозначению их должностей прибавлялось «исполняющий обязанности», например «и. о. криминалрат» для исполняющего обязанности криминалрата.
2. Должности «шутцполицай- (жандарм-)инспектор» (обычная служба, с 30 декабря 1939 года «участковый обер-лейтенант») и «полицай-инспектор» (служба управления) не были взаимозаменяемы.

### Прохождение службы в службе безопасности и помощи, службе противовоздушного оповещения и в воздушной полиции

#### Рядовой состав и унтер-офицеры
- Люфтшутцманн
- Труппфюрер
- Группенфюрер
- Гауптгруппенфюрер
- Штабсгруппенфюрер

#### Руководители

##### Служба безопасности и помощи (до 1942 года) и воздушная полиция (с 1942 года)
- Цугфюрер (соответствовало лейтенанту)
- Оберцугфюрер
- Берайтшафтфюрер
- Абтайлунгсфюрер

##### Служба противовоздушного оповещения (до 1942)
- Цугфюрер
- Оберцугфюрер
- Варнцентральфюрер
- Варнцентральоберфюрер
- Абтайлунгсфюрер

### Прохождение службы в технической помощи

#### Рядовой состав и унтер-офицеры
- Кандидат технической помощи
- Унтервахмистр технической помощи
- Вахмистр отделения технической помощи
- Вахмистр технической помощи
- Обервахмистр технической помощи
- Взводный вахмистр технической помощи
- Гауптвахмистр технической помощи
- Руководитель дежурной части технической помощи
- Мейстер технической помощи

#### Офицеры
- Цугфюрер технической помощи
- Оберцугфюрер технической помощи
- Берайтшафтфюрер технической помощи
- Абтайлунгсфюрер технической помощи
- Оберабтайлунгсфюрер технической помощи
- Ландесфюрер технической помощи
- Заместитель рейхсфюрера технической помощи
- Рейхсфюрер технической помощи

## Перевод полицейских в полевую жандармерию
С началом Второй мировой войны многие служащие полиции порядка были переведены в полевую жандармерию (нем. Feldgendarmerie, FG) вермахта. Звания были установлены в соответствии со следующей таблицей.
| Звание в полиции порядка (Orpo)             | Звание в полевой жандармерии (FG)    |
| ------------------------------------------- | ------------------------------------ |
| Вахмистр                                    | Унтер-офицер полевой жандармерии     |
| Обервахмистр                                | Фельдфебель полевой жандармерии      |
| Участковый-(районный-)обервахмистр          | Оберфельдфебель полевой жандармерии  |
| Гауптвахмистр                               | Оберфельдфебель полевой жандармерии  |
| Гауптвахмистр со сроком службы более 12 лет | Штабсфельдфебель полевой жандармерии |
| Мейстер                                     | Лейтенант полевой жандармерии        |
| Обермейстер                                 | Обер-лейтенант полевой жандармерии   |
| Инспектор полиции порядка                   | Обер-лейтенант полевой жандармерии   |

Офицеры полиции порядка переводились в полевую жандармерию с сохранением своих званий, но с добавлением «полевой жандармерии»; полевая жандармерия военного флота называлась флотская береговая полиция (нем. Marine-Küstenpolizei).
Полевая жандармерия считалась войсками вермахта, поэтому полевые жандармы носили войсковую форму и звания, цвет знаков отличия был оранжевый. Для этой службы были характерны носимые на металлической цепи горжеты (нем. Kettenhunde, «Цепные псы») с нанесённой эмблемой, под которой было написано чёрным «Feldgendarmerie» (готическим шрифтом), обе пуговицы по углам были лакированы люминофором. Род войск можно было распознать по двум знакам на левом рукаве: на предплечье была коричневая нашивка с вытканной серебристыми готическими буквами надписью «Feldgendarmerie»; выше локтя был шеврон оранжевого цвета с эмблемой германской полиции.
Каждой армии был придан батальон полевой жандармерии, каждой дивизии — группа из 3 офицеров, 30 унтер-офицеров и 30 рядовых. Каждая группа имела не менее 6 мотоциклов, 4 тяжёлых транспортов, 17 вездеходов VW, два легковых автомобиля (2 тонны) и 2 грузовика (3 тонны). Префикс автомобильных номеров был Pol (полиция), а не WH (вермахт — сухопутные войска); WL (вермахт — ВВС) или WM (вермахт — флот).
Наряду с полевой жандармерией позднее были сформированы также так называемые батальоны фельдъегерей, цвет погон которых был белый — пехотный.